# Saison 1992-1993 du FC Nantes Atlantique
Chronologie
Saison précédente Saison suivante
La saison 1992-1993 du FC Nantes Atlantique est la 50e saison de l'histoire du club nantais. Le club est engagé dans deux compétitions : la Division 1 (30e participation) et la Coupe de France (50e participation).

La saison 1992-1993 du FC Nantes Atlantique est aussi la 30e saison d'affilée du club en Division 1. Le club nantais vient de traverser une grave crise financière et a dû vendre ses meilleurs éléments pour éviter une rétrogradation administrative. Guy Scherrer est le nouveau président du club, devenu le FC Nantes Atlantique. Pour le retour de Jean-Claude Suaudeau sur le banc, le FC Nantes Atlantique termine 5e du championnat de France (avec 45 points, pour 17 victoires, 11 nuls, 10 défaites) et dispute la finale de la coupe de France, perdue face au Paris SG.

## Résumé de la saison
La saison 1992-1993 se déroule sous le signe du renouveau : l'équipe nantaise met en avant de jeunes joueurs formés au club (Patrice Loko, Reynald Pedros, Christian Karembeu, Nicolas Ouédec, Laurent Guyot, Jean-Michel Ferri) et des recrues embauchées pour leur potentiel afin qu'elles se révèlent sous le maillot nantais (Japhet N'Doram, Claude Makelele, Serge Le Dizet). Les résultats répondent aux attentes, en championnat d'abord grâce à une cinquième place qualificative en coupe UEFA, en coupe de France ensuite puisque le FCN parvient en finale. Face au PSG, dix ans après la précédente et somptueuse finale entre les deux clubs, les jeunes Canaris sont victimes de leur inexpérience en seconde mi-temps : les événements s'emballent lorsque l'arbitre siffle un penalty généreux pour les Parisiens. Les Nantais subissent trois expulsions (Karembeu, Vulic et Lima) et sont largement battus 3-0. 
Le bilan de saison est toutefois positif, avec quelques matches survolés (5-2 contre Le Havre, 4-0 contre Lille, 6-0 contre Montpellier). La seule fausse note est une défaite à domicile contre Marseille (0-2), un match par ailleurs entouré de soupçons, une rumeur insistante affirmant pendant le match que Vulic, d'ailleurs transparent et sorti à la mi-temps, aurait été soudoyé par des émissaires de l'OM. Des doutes renforcés quelque temps plus tard, lorsqu'éclate l'affaire OM-VA et par certains éléments de l'enquête. Vulic quitte discrètement le club en fin de saison pour le Hajduk Split un an avant la fin de son contrat. 
Le FCN fête dans la joie ses cinquante ans d'existence en rencontrant Botafogo lors d'un match amical qui se solde par une victoire 2-0,.

## Effectif et encadrement

### Transferts
| Nom                   | Nationalité | Poste     | Transfert | Provenance/Destination      | Division                       |
| --------------------- | ----------- | --------- | --------- | --------------------------- | ------------------------------ |
| Arrivées              |             |           |           |                             |                                |
| Serge Le Dizet        | France      | Défenseur |           | Stade rennais FC            | Division 1 (D1)                |
| Fabien Debotté        | France      | Milieu    |           | SM Caen                     | Division 1 (D1)                |
| Claude Makélélé       | France      | Milieu    |           | Stade brestois 29           | Division 2 - A (D2)            |
| Anthony Martins       | France      | Milieu    |           | FC Nantes rés.              | Division 3 - Ouest (D3)        |
| José Dalmao           | Uruguay     | Attaquant |           | ES La Rochelle              | Division 3 - Centre-Ouest (D3) |
| Départs               |             |           |           |                             |                                |
| Éric Loussouarn       |             | Gardien   |           | FC Nantes rés.              | Division 3 - Ouest (D3)        |
| Thierry Bonalair      | France      | Défenseur |           | AJ Auxerre                  | Division 1 (D1)                |
| Marcel Desailly       | France      | Défenseur |           | Olympique de Marseille      | Division 1 (D1)                |
| Jorge Luis Burruchaga | Argentine   | Milieu    |           | Valenciennes FC             | Division 1 (D1)                |
| Jean-Jacques Eydelie  | France      | Milieu    |           | Olympique de Marseille      | Division 1 (D1)                |
| Joël Henry            | France      | Milieu    |           | Limoges Foot 87             | DH Centre-Ouest (D5)           |
| Johnny Mølby          | Danemark    | Milieu    |           | Borussia Mönchengladbach    | 1. Bundesliga (D1)             |
| Thierno Youm          | Sénégal     | Attaquant |           | Espérance sportive de Tunis | Ligue Professionnelle 1 (D1)   |

## Compétitions officielles

### Division 1
| Date                       | Journée | TV               | Adversaire               | Lieu | Score | Buteurs du FCNA                                       | Class. | Affluence          |
| -------------------------- | ------- | ---------------- | ------------------------ | ---- | ----- | ----------------------------------------------------- | ------ | ------------------ |
| Samedi 8 août 1992         | J01     | -                | FC Metz                  | Dom. | 0 - 0 | -                                                     | 9      | 8.648              |
| Samedi 15 août 1992        | J02     | -                | Olympique lyonnais       | Ext. | 2 - 0 | Loko 10e, Karembeu 81e                                | 5      | 15 765             |
| Vendredi 21 août 1992      | J03     | Canal+           | AJ Auxerre               | Dom. | 2 - 1 | Vulić 10e, Pedros 64e                                 | 3      | 13 510 (ou 15 000) |
| Samedi 29 août 1992        | J04     | -                | Nîmes Olympique          | Ext. | 1 - 1 | Vulić 68e                                             | 4      | 9 655              |
| Mercredi 2 septembre 1992  | J05     | -                | Le Havre AC              | Dom. | 5 - 2 | Loko 27e 43e, Pedros 50e, Ziani 83e, Vulić 90e        | 2      | 9 505              |
| Samedi 12 septembre 1992   | J06     | -                | SC Toulon-Var            | Ext. | 3 - 1 | Vulić 45e, Makelele 56e, Loko 68e                     | 2      | 6 000              |
| Samedi 19 septembre 1992   | J07     | -                | RC Lens                  | Dom. | 3 - 2 | N'Doram 45e 67e 74e                                   | 2      | 27 000             |
| Vendredi 25 septembre 1992 | J08     | -                | AS Monaco FC             | Ext. | 1 - 3 | Ferri 90e                                             | 3      | 6 000              |
| Samedi 3 octobre 1992      | J09     | -                | FC Girondins de Bordeaux | Dom. | 1 - 0 | Ferri 20e                                             | 2      | 27 750             |
| Mercredi 7 octobre 1992    | J10     | -                | Lille OSC                | Dom. | 4 - 0 | Buisine 2e (csc), Ouédec 50e, Pedros 59e, Vulić 89e   | 2      | 12 804             |
| Samedi 17 octobre 1992     | J11     | -                | Olympique de Marseille   | Ext. | 1 - 0 | N'Doram 42e                                           | 1      | 32 900             |
| Samedi 24 octobre 1992     | J12     | -                | Montpellier HSC          | Dom. | 6 - 0 | Loko 26e, N'Doram 43e 59e, Pedros 62e, Ouédec 73e 89e | 1      | 28 990             |
| Jeudi 29 octobre 1992      | J13     | Canal+           | AS Saint-Étienne         | Ext. | 0 - 1 | -                                                     | 1      | 23 000 (ou 23 084) |
| Samedi 7 novembre 1992     | J14     | -                | FC Sochaux-Montbéliard   | Dom. | 1 - 1 | N'Doram 9e                                            | 1      | 23 395             |
| Vendredi 20 novembre 1992  | J15     | -                | SM Caen                  | Ext. | 1 - 1 | Ferri 34e                                             | 1      | 10 087             |
| Samedi 28 novembre 1992    | J16     | -                | RC Strasbourg            | Dom. | 2 - 2 | Ouédec 15e (pen.), Karembeu 32e                       | 1      | 18 180             |
| Vendredi 4 décembre 1992   | J17     | -                | US Valenciennes-Anzin    | Ext. | 1 - 1 | N'Doram 71e                                           | 2      | 11 800 (ou 12 390) |
| Samedi 12 décembre 1992    | J18     | -                | Paris Saint-Germain FC   | Dom. | 1 - 0 | Ouédec 31e (pen.)                                     | 1      | 34 335             |
| Samedi 19 décembre 1992    | J19     | -                | Toulouse FC              | Ext. | 0 - 2 | -                                                     | 1      | 16 039 (ou 21 039) |
| Samedi 9 janvier 1993      | J20     | -                | Olympique lyonnais       | Dom. | 1 - 0 | Ouédec 48e                                            | 2      | 14 903 (ou 16 050) |
| Samedi 16 janvier 1993     | J21     | Canal+ (différé) | AJ Auxerre               | Ext. | 1 - 1 | Ouédec 28e                                            | 2      | 10 399             |
| Samedi 23 janvier 1993     | J22     | -                | Nîmes Olympique          | Dom. | 2 - 0 | Ouédec 2e 80e                                         | 2      | 15 099             |
| Samedi 30 janvier 1993     | J23     | -                | Le Havre AC              | Ext. | 0 - 2 | -                                                     | 3      | 7 697 (ou 10 997)  |
| Samedi 6 février 1993      | J24     | -                | SC Toulon-Var            | Dom. | 0 - 0 | -                                                     | 4      | 13 656             |
| Mercredi 10 février 1993   | J25     | -                | RC Lens                  | Ext. | 0 - 1 | -                                                     | 4      | 16 852 (ou 18 985) |
| Dimanche 21 février 1993   | J26     | Canal+           | AS Monaco FC             | Dom. | 1 - 0 | Vulić 18e                                             | 4      | 17 853             |
| Vendredi 26 février 1993   | J27     | -                | FC Girondins de Bordeaux | Ext. | 0 - 3 | -                                                     | 5      | 30 915             |
| Vendredi 12 mars 1993      | J28     | -                | Lille OSC                | Ext. | 1 - 1 | Loko 50e                                              | 5      | 6 500 (ou 7 000)   |
| Samedi 20 mars 1993        | J29     | -                | Olympique de Marseille   | Dom. | 0 - 2 | -                                                     | 5      | 37 494             |
| Vendredi 2 avril 1993      | J30     | -                | Montpellier HSC          | Ext. | 0 - 1 | -                                                     | 5      | 9 559              |
| Samedi 10 avril 1993       | J31     | -                | AS Saint-Étienne         | Dom. | 0 - 0 | -                                                     | 5      | 30 852             |
| Jeudi 15 avril 1993        | J32     | Canal+           | FC Sochaux-Montbéliard   | Ext. | 1 - 0 | Capron 22e                                            | 5      | 4 000              |
| Samedi 1er mai 1993        | J33     | -                | SM Caen                  | Dom. | 1 - 1 | Guyot 46e                                             | 5      | 20 070 (ou 17 306) |
| Samedi 8 mai 1993          | J34     | -                | RC Strasbourg            | Ext. | 4 - 2 | Ferri 31e, Vulic 60e, N'Doram 62e, Ouédec 63e         | 5      | 25 511             |
| Samedi 15 mai 1993         | J35     | -                | US Valenciennes-Anzin    | Dom. | 3 - 1 | Capron 5e, N'Doram 43e, Pedros 74e                    | 5      | 13 057             |
| Samedi 22 mai 1993         | J36     | -                | Paris Saint-Germain FC   | Ext. | 0 - 1 | -                                                     | 5      | 34 878             |
| Samedi 29 mai 1993         | J37     | -                | Toulouse FC              | Dom. | 4 - 1 | Guyot 31e, Ouédec 42e 79e 87e                         | 5      | 13 718 (ou 15 336) |
| Mercredi 2 juin 1993       | J38     | -                | FC Metz                  | Ext. | 0 - 4 | -                                                     | 5      | 7 955              |

### Coupe de France
| Date                 | Tour   | Adversaire             | Niveau              | Lieu   | Score              | Buteurs du FCNA                                                                 | Affluence |
| -------------------- | ------ | ---------------------- | ------------------- | ------ | ------------------ | ------------------------------------------------------------------------------- | --------- |
| Dimanche 7 mars 1993 | 1/32e  | FC Bourg-Péronnas      | DH Rhône-Alpes (D5) | Ext.   | 4 - 2 a.p.         | Pedros 3e, Vulic 79e, Dalmao 94e 114e                                           | 10 500    |
| Mardi 30 mars 1993   | 1/16e  | Stade ruthénois        | D2-A (D2)           | Dom.   | 9 - 1              | Loko 6e 45e, Karembeu 16e, Ziani 50e (pen.), Pedros 51e 73e 79e, Ouédec 75e 83e | 7 000     |
| Mercredi 5 mai 1993  | 1/8e   | GFC Ajaccio            | D2-A (D2)           | Dom.   | 1 - 0              | Pedros 13e                                                                      | 8 000     |
| Mercredi 19 mai 1993 | 1/4    | Montpellier HSC        | D1                  | Ext.   | 1 - 1 (5-4 t.a.b.) | Reuzeau 32e (csc)                                                               | 9 571     |
| Dimanche 6 juin 1993 | 1/2    | AS Saint-Étienne       | D1                  | Ext.   | 1 - 0              | Ouédec 81e                                                                      | 28 302    |
| Samedi 12 juin 1993  | Finale | Paris Saint-Germain FC | D1                  | Neutre | 0 - 3              | -                                                                               | 48 789    |

### Coupe d'Été
| Date | Tour | Adversaire               | Niveau    | Lieu | Score             | Buteurs du FCNA | Affluence |
| ---- | ---- | ------------------------ | --------- | ---- | ----------------- | --------------- | --------- |
|      | J01  | FC Girondins de Bordeaux | D1        | Ext. | 0 - 2             | -               |           |
|      | J02  | Toulouse FC              | D1        | Dom. | 0 - 0, 4-1 t.a.b. | -               |           |
|      | J03  | La Roche-sur-Yon VF      | D2-A (D2) | Ext. | 4 - 2             |                 |           |
|      | J04  | AS Saint-Seurin          | D2-B (D2) | Ext. | 1 - 0             |                 |           |
|      | J05  | RC Ancenis               | D2-A (D2) | Ext. | 2 - 1             |                 |           |

| Date                  | Tour            | Adversaire      | Niveau    | Lieu | Score            | Buteurs du FCNA | Affluence |
| --------------------- | --------------- | --------------- | --------- | ---- | ---------------- | --------------- | --------- |
| Mardi 26 mai 1992     | 1/16e de finale | AS Red Star 93  | D2-A (D2) | Dom. | 2 - 0            |                 |           |
| Vendredi 29 mai 1992  | 1/8e de finale  | AJ Auxerre      | D1        | Ext. | 0 - 0, 4-2 t.a.b | -               |           |
| Jeudi 16 juillet 1992 | 1/4 de finale   | Montpellier HSC | D1        | Dom. | 2 - 3            |                 |           |

## Statistiques

### Statistiques collectives
| Compétition     | Débute au tour  | Termine   | Matches joués | Gagnés | Nuls | Perdus | Buts pour | Buts contre | Différence |
| --------------- | --------------- | --------- | ------------- | ------ | ---- | ------ | --------- | ----------- | ---------- |
| Division 1      | -               | 5e        | 38            | 17     | 11   | 10     | 54        | 39          | +15        |
| Coupe de France | 1/32e de finale | Finaliste | 6             | 5      | 0    | 1      | 16        | 7           | +9         |
| Total           | -               | -         | 44            | 22     | 11   | 11     | 70        | 46          | +24        |